# Samuel Kňažko
Samuel Kňažko (* 7. srpna 2002 Trenčín) je slovenský profesionální hokejový obránce momentálně hrající v české extralize v klubu HC Vítkovice Ridera. V roce 2022 reprezentoval Slovensko na zimních olympijských hrách v Pekingu, kde slovenská hokejová reprezentace vybojovala bronzové medaile.

## Hráčská kariéra
S hokejem začínal v Dubnici nad Váhom, kde navštěvoval základní školu. Později přestoupil do Dukly Trenčín, kde hrál v mládežnických kategoriích.
V roce 2020 ho Columbus draftoval ve 3. kole z celkové 78. pozice. V červnu 2021 podepsal s „modrokabátníky" nováčkovskou vstupní třiletou smlouvu.
V zámoří debutoval v sezóně 2021/22 v dresu týmu Seattle Thunderbirds v WHL. Předchozí čtyři sezóny působil v juniorské finské lize v týmu Turun Palloseura. Sezónu 2022/23 strávil v klubu Cleveland Monsters. V dubnu 2023 debutoval v NHL, kde si ve dvou zápasech nepřipsal ani bod.

## Ocenění a úspěchy
- 2019 MS-18 – Top tří nejlepších hráčů v týmu

## Prvenství
- Debut v NHL – 13. dubna 2023 (Columbus Blue Jackets proti Pittsburgh Penguins)

## Klubové statistiky
| Sezóna      | Klub                  | Soutěž      |    | Základní část | Základní část | Základní část | Základní část | Základní část |   | Play off | Play off | Play off | Play off | Play off |
| Sezóna      | Klub                  | Soutěž      | Z  | G             | A             | B             | TM            | Z             | G | A        | B        | TM       |          |          |
| 2015/16     | HK Dukla Trenčín      | SHL-18      | 4  | 1             | 2             | 3             | 0             | —             | — | —        | —        | —        |          |          |
| 2016/17     | HK Dukla Trenčín      | SHL-18      | 43 | 7             | 16            | 23            | 8             | 8             | 0 | 3        | 3        | 4        |          |          |
| 2017/18     | HK Dukla Trenčín      | SHL-18      | 24 | 4             | 18            | 22            | 10            | 5             | 0 | 5        | 5        | 6        |          |          |
| 2017/18     | HK Dukla Trenčín      | SHL-20      | 21 | 4             | 6             | 10            | 8             | 17            | 1 | 5        | 6        | 4        |          |          |
| 2018/19     | Turun Palloseura      | SM-s 18     | 5  | 1             | 1             | 2             | 0             | 1             | 1 | 0        | 1        | 0        |          |          |
| 2018/19     | Turun Palloseura      | SM-l 20     | 49 | 2             | 15            | 17            | 8             | —             | — | —        | —        | —        |          |          |
| 2019/20     | Turun Palloseura      | SM-l 20     | 48 | 7             | 21            | 28            | 6             | 3             | 1 | 0        | 1        | 0        |          |          |
| 2020/21     | Turun Palloseura      | SM-l 20     | 23 | 5             | 10            | 15            | 22            | 2             | 0 | 2        | 2        | 2        |          |          |
| 2021/22     | Turun Palloseura      | SM-l 20     | 15 | 4             | 10            | 14            | 4             | —             | — | —        | —        | —        |          |          |
| 2021/22     | Turun Palloseura      | Liiga       | 1  | 0             | 0             | 0             | 0             | —             | — | —        | —        | —        |          |          |
| 2021/22     | Seattle Thunderbirds  | WHL         | 27 | 5             | 15            | 20            | 12            | 25            | 1 | 5        | 6        | 2        |          |          |
| 2022/23     | Cleveland Monsters    | AHL         | 50 | 1             | 20            | 21            | 17            | —             | — | —        | —        | —        |          |          |
| 2022/23     | Columbus Blue Jackets | NHL         | 2  | 0             | 0             | 0             | 0             | —             | — | —        | —        | —        |          |          |
| 2023/24     | Cleveland Monsters    | AHL         | 44 | 2             | 10            | 12            | 12            | 2             | 0 | 1        | 1        | 2        |          |          |
| AHL celkově | AHL celkově           | AHL celkově | 94 | 3             | 30            | 33            | 29            | 2             | 0 | 1        | 1        | 2        |          |          |
| NHL celkově | NHL celkově           | NHL celkově | 2  | 0             | 0             | 0             | 0             | —             | — | —        | —        | —        |          |          |

## Reprezentace
| Rok                       | Tým                       | Soutěž                    | Z  | G | A | B | TM |
| ------------------------- | ------------------------- | ------------------------- | -- | - | - | - | -- |
| 2018                      | Slovensko 18              | MS-18                     | 5  | 2 | 1 | 3 | 0  |
| 2018                      | Slovensko 18              | HG-18                     | 4  | 0 | 2 | 2 | 4  |
| 2019                      | Slovensko 18              | MS-18                     | 7  | 0 | 0 | 0 | 4  |
| 2019                      | Slovensko 18              | HG-18                     | 4  | 0 | 0 | 0 | 2  |
| 2020                      | Slovensko 20              | MSJ                       | 5  | 0 | 1 | 1 | 4  |
| 2021                      | Slovensko 20              | MSJ                       | 4  | 0 | 1 | 1 | 14 |
| 2021                      | Slovensko                 | MS                        | 8  | 0 | 0 | 0 | 0  |
| 2022                      | Slovensko 20              | MSJ                       | 2  | 0 | 1 | 1 | 0  |
| 2022                      | Slovensko                 | ZOH                       | 7  | 0 | 1 | 1 | 2  |
| 2023                      | Slovensko                 | MS                        | 7  | 0 | 3 | 3 | 2  |
| 2025                      | Slovensko                 | MS                        | 6  | 0 | 2 | 2 | 2  |
| Juniorská kariéra celkově | Juniorská kariéra celkově | Juniorská kariéra celkově | 31 | 2 | 6 | 8 | 26 |
| Seniorská kariéra celkově | Seniorská kariéra celkově | Seniorská kariéra celkově | 28 | 0 | 6 | 6 | 6  |